# Primera División de baloncesto 1963-64
La temporada 1963-64 de la Liga Española de Baloncesto fue la octava edición de dicha competición. La formaron catorce equipos, divididos en dos grupos de 7, jugando los tres primeros de cada equipo una liguilla para determinar el campeón, que disputaría al año siguiente la Copa de Europa, mientras que el último clasificado de cada grupo descendió de categoría directamente, y los tres equipos restantes de cada grupo disputaron una liguilla de promoción junto al primero y segundo de la Segunda División, para determinar qué dos equipos jugarían la temporada siguiente en la máxima categoría. Comenzó el 3 de noviembre de 1963 y finalizó el 19 de abril de 1964. El campeón fue por séptima vez el Real Madrid CF.

## Equipos participantes
| Equipo               | Sede      |
| -------------------- | --------- |
| Real Madrid CF       | Madrid    |
| Club Juventud        | Badalona  |
| CB Estudiantes       | Madrid    |
| Picadero JC          | Barcelona |
| Club Águilas         | Bilbao    |
| CB Aismalíbar        | Moncada   |
| Club Agromán         | Madrid    |
| Canoe NC             | Madrid    |
| CD Layetano          | Barcelona |
| CF Barcelona         | Barcelona |
| UD Montgat           | Montgat   |
| Sevilla CF           | Sevilla   |
| CD Mataró            | Mataró    |
| Club Natación Helios | Zaragoza  |

## Clasificación

### Grupo A
| Pos. | Equipo         | PJ | G  | P  | GF   | GC  | DG   | Pts | Clasificación o descenso |
| ---- | -------------- | -- | -- | -- | ---- | --- | ---- | --- | ------------------------ |
| 1    | Real Madrid    | 12 | 11 | 1  | 1098 | 679 | +419 | 23  | Avanza a la Fase final   |
| 2    | Estudiantes    | 12 | 9  | 3  | 773  | 630 | +143 | 21  | Avanza a la Fase final   |
| 3    | Águilas        | 12 | 6  | 6  | 681  | 791 | −110 | 18  | Avanza a la Fase final   |
| 4    | Sevilla (R)    | 12 | 5  | 7  | 679  | 724 | −45  | 17  | Promoción de descenso    |
| 5    | Helios         | 12 | 5  | 7  | 643  | 708 | −65  | 17  | Promoción de descenso    |
| 6    | Real Canoe (O) | 12 | 5  | 7  | 736  | 807 | −71  | 17  | Promoción de descenso    |
| 7    | Agromán (R)    | 12 | 1  | 11 | 558  | 829 | −271 | 13  | Descenso                 |

 Fuente: Linguasport
Notas:
1. ↑  El Helios evitó el descenso después del abandono del Aismalíbar

### Grupo B
| Pos. | Equipo        | PJ | G  | P | GF  | GC  | DG   | Pts | Clasificación o descenso |
| ---- | ------------- | -- | -- | - | --- | --- | ---- | --- | ------------------------ |
| 1    | Aismalíbar    | 12 | 10 | 2 | 854 | 671 | +183 | 22  | Avanza a la Fase final   |
| 2    | Picadero      | 12 | 7  | 5 | 781 | 679 | +102 | 19  | Avanza a la Fase final   |
| 3    | Juventud      | 12 | 7  | 5 | 779 | 744 | +35  | 19  | Avanza a la Fase final   |
| 4    | Montgat (R)   | 12 | 6  | 6 | 681 | 684 | −3   | 18  | Promoción de descenso    |
| 5    | Mataró (O)    | 12 | 5  | 7 | 721 | 749 | −28  | 17  | Promoción de descenso    |
| 6    | Barcelona (R) | 12 | 4  | 8 | 641 | 732 | −91  | 16  | Promoción de descenso    |
| 7    | Layetano (R)  | 12 | 3  | 9 | 613 | 811 | −198 | 15  | Descenso                 |

 Fuente: Linguasport

## Fase final
| Pos. | Equipo          | PJ | G | P | GF  | GC  | DG   | Pts | Clasificación o descenso           |
| ---- | --------------- | -- | - | - | --- | --- | ---- | --- | ---------------------------------- |
| 1    | Real Madrid (C) | 10 | 8 | 2 | 822 | 658 | +164 | 18  | Clasificado para la Copa de Europa |
| 2    | Picadero        | 10 | 6 | 4 | 662 | 589 | +73  | 16  |                                    |
| 3    | Juventud        | 10 | 6 | 4 | 619 | 615 | +4   | 16  |                                    |
| 4    | Aismalíbar (R)  | 10 | 5 | 5 | 611 | 612 | −1   | 15  | Abandono                           |
| 5    | Estudiantes     | 10 | 4 | 6 | 618 | 699 | −81  | 14  |                                    |
| 6    | Águilas         | 10 | 1 | 9 | 561 | 720 | −159 | 11  |                                    |

 Fuente: Linguasport
Notas:
1. ↑  El Aismalíbar renunció la categoría al finalizar la temporada

| Campeón 1963-64 |
| --------------- |
| Real Madrid     |

## Promoción de descenso
Los equipos clasificados entre 4.º y 6.º jugaron la promoción de descenso. Solo quedaron dos equipos en la liga: el Canoe NC y el CD Mataró.

## Máximos anotadores
| Pos. | Nombre             | Equipo | Puntos | Partidos | PPP   |
| ---- | ------------------ | ------ | ------ | -------- | ----- |
| 1.   | Emiliano Rodríguez | RMA    | 499    | 22       | 22.68 |
| 2.   | Alfonso Martínez   | PIC    | 373    | 22       | 16.95 |